# Uwiedziona i porzucona (film)
Uwiedziona i porzucona (wł. Sedotta e abbandonata) – włoski film komediowy z 1964 roku w reżyserii Pietro Germiego. Obraz obnaża hipokryzję małomiasteczkowej sycylijskiej moralności oraz wynaturzenie pojęcia honoru.

## Fabuła
Film opowiada historię Agnese Ascalone, córki Don Vincenzo, prominentnego właściciela kopalni w sycylijskim miasteczku. Agnese została uwiedziona przez Peppino Califano, narzeczonego swojej siostry Matyldy. Ojciec Agnese stara się za wszelką cenę rozwiązać problem. W swoich poczynaniach nie dba o szczęście córek lecz o honor i dobre imię rodziny. 

## Obsada
- Stefania Sandrelli – Agnese Ascalone
- Saro Urzì – Don Vincenzo Ascalone
- Aldo Puglisi – Peppino Califano
- Lando Buzzanca – Antonio Ascalone
- Lola Braccini – Amalia Califano
- Leopoldo Trieste – Baron Rizieri
- Umberto Spadaro – Kuzyn
- Oreste Palella – Szef policji

## Produkcja
Zdjęcia kręcono w prowincji Agrigento (Santa Margherita di Belice, Sciacca, Siculiana).

## Nagrody
- Nagroda dla najlepszego aktora (Saro Urzì) na 17. MFF w Cannes
- David di Donatello dla najlepszego reżysera (Pietro Germi)
- Srebrna Taśma dla najlepszego aktora (Saro Urzì), najlepszego aktora drugoplanowego (Leopoldo Trieste) i za najlepszy scenariusz.